# Stazione di Katsura
La Stazione di Katsura (桂駅?, Katsura-eki) è una stazione ferroviaria delle Ferrovie Hankyū situata a Kyoto, nel quartiere di Nishikyō-ku, a circa 15 km dal centro. Qui dalla linea principale si distacca la linea Hankyū Arashiyama.

## Linee
- Ferrovie Hankyū
  - ■ Linea principale Hankyū Kyōto
  - ■ Linea Hankyū Arashiyama